# Afroharoldius
Afroharoldius là một chi bọ cánh cứng thuộc họ Scarabaeidae.